# Radicaal 155
Van de in totaal 214 Kangxi-radicalen heeft radicaal 155 de betekenis rood. Het is een van de twintig radicalen die bestaat uit zeven strepen.
In het Kangxi-woordenboek zijn er 31 karakters die dit radicaal gebruiken.

## Karakters met het radicaal 155

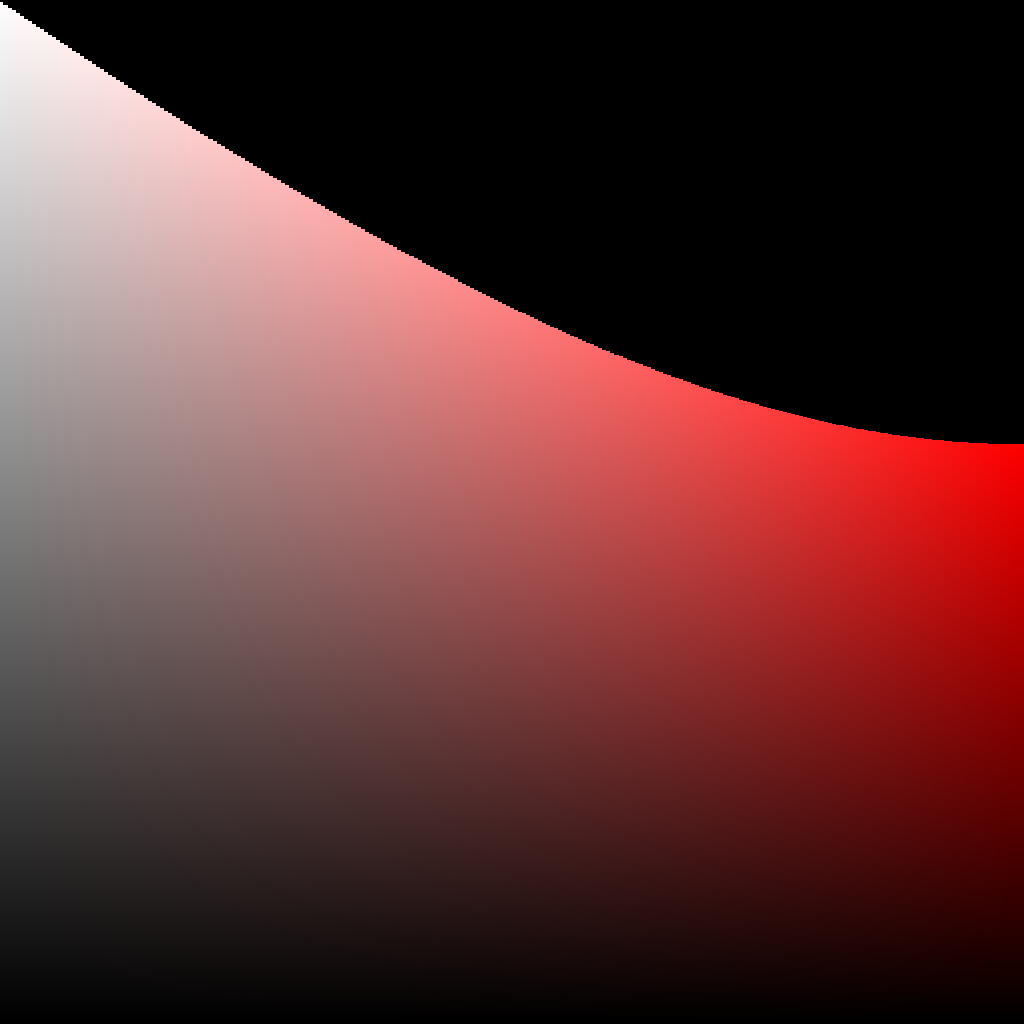
Verzadiging van de kleur rood.

| Strepen | Karakter |
| ------- | -------- |
| + 0     | 赤       |
| + 4     | 赥 赦    |
| + 5     | 赧       |
| + 6     | 赨 赩 赪 |
| + 7     | 赫       |
| + 9     | 赬 赭 赮 |
| + 10    | 赯       |